# 威利在哪里？
《威利在哪里？》（在美国称），也译《威力在哪里？》、《大家一起找沃里？》、《聪明的沃里？》，是一套由英国插画家馬丁·韓福特创作的儿童书籍。这个书的目标就是在一张人山人海的图片中找出一个特定的人物——威利。威利穿着红白条纹的衬衫并戴着一个绒球帽，手上拿着木制的手杖，还戴着一副眼镜。他总是会弄丢东西，如书本、野营设备甚至是他的鞋子，而读者也要帮他在图中找出这些东西来。
这套书是一系列复杂的全页绘图册，图中有上百个人在做各种不同的事情。读者的目标就是从这些人中找出威利，但威利总是躲在很隐蔽的地方。例如，在“威利在哪里3：梦幻之旅”中有一张特别困难的任务，这张图里有上百个不同的威利，而读者只能通过他丢失的鞋子来找出哪一个才是真的威利。

## 威利（Wally）和沃爾多（Waldo）的國際版本
Martin Handford在1987年出版了最初的英國版本，他給這個角色起了個名字叫威利（Wally）。 "Where's Wally"的商標在28個國家都已經進行了註冊。為了便於進行語言翻譯，每一個授權都會給角色一個新的名稱和個性描述。在法國，他的名字變成了"Charlie"。德國是"Walter"，丹麥是"Holger"，挪威是"Willy"，而斯里蘭卡是"Hetti"。 "Waldo"這個名稱也在日本出現。在以色列，威利的名字變成了"Effy"，並在發行時取得了巨大的成功。但最成功的授權應該是北美版的“沃爾多在哪裡”（"Where's Waldo?"），這個版本甚至超越了原有的“威利”（"Wally"）品牌。
在台灣，"Where's Wally?"翻譯成“威利在哪裡？”。在中國大陸播放的小神龍俱樂部中，使用了“聰明的沃里”作為翻譯。之後跟進翻譯為《威利在哪裡？ 》
由於早期的沃爾多（Waldo）都是與威利（Wally）同步發行，並延伸到沃爾多授權和角色的銷售和周邊產品。這兩者的區別只是角色的名稱。雖然沃爾多和威利的外觀是一樣的，但是他們的角色和性格卻並不相同。沃爾多是個時髦且精通科技並在環遊世界的美國旅行者，而威利而是一個聰明並有點滑稽的人。
在1990年代早期，沃爾多也融入了主流文化。除了對Handford的書進行改編，美國版本還增加了沃爾多的授權，包括了影片遊戲、周邊書刊、雜誌、玩偶、玩具以及沃爾多電視劇。一些沃爾多的產品後來被重新製作並翻譯到其它國家市場，包括了將“沃爾多”創作的產品改為“威利”的版本。
雖然“Wally”是在Handford祖國使用的名稱，也是第一個被使用的名稱，Handford和他的出版商在一些發布會和採訪時都將角色和授權稱為“Waldo”。在出版時，“Wally”的品牌也被“Waldo”的巨大成功而淹沒。雖然這一名稱在北美以外地區並沒有得到廣泛使用，Handford甚至還將沃爾多"Waldo"反過來拼寫為"Odlaw"，並作為這名勇敢的旅行者主要敵人——奧德的名稱。
2007年1月22日，包括"Where's Waldo"在內的"Where's Wally"授權，被英國的兒童公司Entertainment Rights收購。
在巴西版的沃爾多現在在哪裡？中，可以在第7頁的地中海場景看到沃爾多的生殖器。而目前家長關於這本書的抱怨還沒有解決。

## 角色
在前两本书中，只有沃尔多一个角色。但是后来在每一个场景中都可以找到其他的角色：
- 溫达（Wenda），威利的朋友，在Where's Waldo: The Magnificent Poster Book中首次出场。她有一個雙胞胎姐妹葳瑪（Wilma）但未出現在後面出版的書籍中。
- 奥德（Odlaw），威利的主要敌人，首次出现在Where's Waldo: The Magnificent Poster Book。他的名字是威利的美国名字"Waldo"逆序拼写的结果，但在英国版的威利（Wally）中这一来源就失去意义。他的外观和威利几乎是一样的，但他的衣服是黄色的且条纹是黑色的而不是红白相间，他的眼镜为浅蓝色而且他有八字鬚。
- 沃夫（Woof），威利的狗，首次出现在The Ultimate Fun Book，在这里它是Wilma的狗。读者只能在"Where's Waldo: The Wonder Book"看到完整的Woof，而其余只能看到尾巴。
- 白胡子巫师（Wizard Whitebeard），首次出现在The Fantastic Journey。在第一次出现时，他接受了威利关于寻找身世真相的请求，从此便出现在威利的旅途之中。
- 威利的追随者（The Waldo Watchers），他们的人数有很多（其中有25个出现在多数的书，虽然Ultimate Fun Book一共出现了99个），并经常伴随威利出现。他们首次出现在The Ultimate Fun Book。

注：这些书被重新制作了五本特别版，并让读者寻找沃夫、文达、奥德、白胡子巫师以及跟在威利身边的追随者们，威利在每个场景都会跑到一个新地方。

## 出版歷史
- 威利在哪裡？ （Where's Wally?，美國標題： "Where's Waldo?"，1987（英语：1987 in literature））
- 威利現在在哪裡？ （Where's Wally Now?，美國標題： "Find Waldo Now"，後來改名為"Where's Waldo Now?"，1988（英语：1988 in literature））
- 威利在哪裡？ 3:夢幻之旅（Where's Wally? 3: The Fantastic Journey，美國標題： "The Great Waldo Search"，1989（英语：1989 in literature））
- 威利在哪裡？終極娛樂版（Where's Wally? The Ultimate Fun Book，1990（英语：1990 in literature））
- 威利在哪裡？華麗海報書（Where's Wally? The Magnificent Poster Book，1991（英语：1991 in literature）, 主要使用大尺寸對之前出現過的場景進行重新印刷。）
- 威利在哪裡？在好萊塢（Where's Wally? In Hollywood，1993（英语：1993 in literature））
- 威利在哪裡？奇蹟書（Where's Wally? The Wonder Book，1997（英语：1997 in literature））
- 威利在哪裡？ （特別版）（Where's Wally?? （Special Edition），1997）
- 威利在哪裡？神奇的時空穿梭機（Where's Wally? Now? （Special Edition），1997）
- 威利在哪裡？神秘的魔法王國（Where's Wally?? The Fantastic Journey （Special Edition），1997）
- 威利在哪裡？夢幻電影王國好萊塢（Where's Wally?? In Hollywood （Special Edition），1997）
- 威利在哪裡？奇妙的書中之旅（Where's Wally?? The Wonder Book （Special Edition），1997）
- 威利在哪裡？大圖版（Where's Wally? The Great Picture Hunt，2006（英语：2006 in literature））

終極娛樂版（The Ultimate Fun Book）是一本小尺寸的書，書中有大量不同難度的迷題。 2006年，它似乎在多數國家都停止了印刷，雖然目前在澳大利亞仍然有這本書。華麗海報書（The Magnificent Poster Book）也停止了印刷，雖然仍有一張單獨的海報“威利在運動場”（"Wally in the Land of Sport"）。
這本書一共出版過兩次修訂版。 1993年，為了同“威利在哪裡？夢幻電影王國好萊塢”（ Where's Wally? In Hollywood）一致，前三本書還重新加上文達、沃夫和威利的追隨者並重新印刷。第一本書還出版了A6尺寸的口袋版（"pocket edition"）。縮小到這個等級的威利更難找到，後來出版的書還附贈了一個放大鏡。
1997年，為了同“奇妙的書中之旅”（ Where's Wally? The Wonder Book）的出版一致，“威利在哪裡？”（Where's Wally?）、“威利在哪裡？神奇的時空穿梭機”（Where's Wally Now?）、“威利在哪裡？神秘的魔法王國”（Where's Wally? The Fantastic Journey）和“威利在哪裡？夢幻電影王國好萊塢”（Where's Wally? In Hollywood）都出版了特別的“十週年版”。這些書的封面有著銀色邊框，很容易同之前的版本區別開來。這些版本承諾會增加一些吸引眼球的內容，並在每張圖中都增加了各種不同的內容供讀者尋找。現在，文達、沃夫、奧德、白鬍子巫師及威利的追隨者們出現在所有的書中，每一頁中威利出現場景中都會改變。同時，也增加或重新製作了很多的其他謎題。
這些新版本也對原版中的有爭議圖片進行了修改，如最初版本中半裸的胸部及海灘場景中可能會有公開裸露暗示的畫面。這一次修訂包括了原畫上方所畫的比基尼。這些新版本同時發行了標準版和“口袋”版。
在澳大利亞、不列顛群島、新西蘭、南非和馬耳他還有一個專門為兒童設計的地理系列雜誌，稱為“威利的世界”（Wally's World）。每一期威利都會旅行到一個不同的國家或地區，並告訴讀者一些有趣的東西。這一雜誌從1997年1月到1998年1月一共出版了52期，之後就開始出版“威利的世界歷史”（"Wally's History of the World"），新的雜誌相對更注重歷史方面的知識。第一期雜誌隨最後一期“威利的世界”免費發行。
“威利的世界”和“威利的世界歷史”都有四本合訂本，每13期一本。

### 威利的世界（Wally's World）
1. 埃及（Egypt）
2. 北極（North Pole）
3. 美國南部（Southern United States）
4. 南印度（Southern India）
5. 意大利（Italy）
6. 東部非洲（Eastern Africa）
7. 中國（China）
8. 澳大利亞（Australia）
9. 大草原（Great Plains）
10. 太平洋島嶼（Pacific Islands）
11. 不列顛群島（British Isles）
12. 亞馬遜雨林（Amazon Rainforest）
13. 蒙古（Mongolia）
14. 外太空（Outer Space）
15. 法國（France）
16. 墨西哥（Mexico）
17. 日本（Japan）
18. 東歐（Eastern Europe）
19. 深海（Ocean depths）
20. 美國西部（Western United States）
21. 東南亞（Southeast Asia）
22. 安第斯山脈（Andes）
23. 俄羅斯（Russia）
24. 西班牙（Spain）
25. 美國東部（Eastern United States）
26. 非洲南部（Southern Africa）
27. 大堡礁（Great Barrier Reef）
28. 中亞（Central Asia）
29. 五大湖（Great Lakes）
30. 低地國家（Low Countries）
31. 希臘（Greece）
32. 南極（South Pole）
33. 中東（Middle East）
34. 加勒比地區（Caribbean）
35. 印度北部（Northern India）
36. 印尼（Indonesia）及菲律賓（Philippines）
37. 加拿大（Canada）
38. 非洲北部（Northern Africa）
39. 斯堪的納維亞（Scandinavia）
40. 中部非洲（Central Africa）
41. 近東（Near East）
42. 德國（Germany）
43. 中部美洲（Central America）
44. 喜馬拉雅山脈（Himilayas）
45. 葡萄牙（Portugal）
46. 新西蘭（New Zealand）
47. 波蘭（Poland）及波羅的海三國（Baltic States）
48. 非洲西部（Western Africa）
49. 阿爾卑斯山脈（Alps）
50. 土耳其（Turkey）
51. 阿根廷（Argentina）及智利（Chile）
52. 海浪（Ocean waves）

### 威利的世界歷史（Wally's History of the World）
1. 山洞人（Cavemen）
2. 古埃及（Ancient Egypt）
3. 特洛伊木馬（Trojan Horse）
4. 海商（Sea Traders）
5. 凱爾特人（Celts）
6. 古羅馬（Ancient Rome）
7. 古代中國（Ancient China）
8. 亞歷山大大帝（Alexander the Great）
9. 古希臘（Ancient Greece）
10. 羅馬帝國（Roman Empire）
11. 黑暗時代（Dark Age）
12. 瑪雅文明（Mayans）
13. 太平洋探險家（Pacific Explorers）
14. 盎格魯撒克遜人（Anglo-Saxons）
15. 美洲印第安人（American Indians）
16. 阿拉伯帝國（Arab Empire）
17. 修士（Monk）s and 修道院（Monasteries）
18. 中世紀中國（Medieval China）
19. 維京人（Vikings）
20. 騎士（Knights）和城堡（Castles）
21. 中世紀日本（Medieval Japan）
22. 非洲王國（African Kingdoms）
23. 中世紀（Middle Ages）
24. 蒙古族（Mongols）
25. 阿茲特克（Aztecs）
26. 文藝復興（Renaissance）
27. 發現之旅（Voyages of Discovery）
28. 都鐸王朝（Tudors）
29. 印加文明（Incas）
30. 中世紀中東（Medieval Middle East）
31. 伊麗莎白時代（Elizabethans）
32. 西班牙帝國（Spanish Empire）
33. 印度皇帝（Indian Emperors）
34. 荷蘭商人（Dutch Merchants）
35. 美洲定居者（American Settlers）
36. 斯圖亞特王朝（Stuarts）
37. 古俄羅斯（Ancient Russia）
38. 路易十四（The Sun King）
39. 工業革命（Industrial Revolution）
40. 澳州定居者（Australian Settlers）
41. 美國總統（American Presidents）
42. 法國大革命（French Revolution）
43. 西大荒（Wild West）
44. 維多利亞時代（Victorians）
45. 大英帝國（British Empire）
46. 遷移到美洲（Moving to America）
47. 爭奪非洲（Scramble for Africa）
48. 發明（Inventions）

## 书籍

### 威利在哪里？（Where's Wally?）
威利带着他的手杖、水壶、木槌、杯子、背包、睡袋、望远镜、照相机、潜水镜、皮带、挎包和铲子，开始途步出发。他旅行了很多不同的地方，并逐渐丢失了一些随身装备。
他到过的地方有：
- 小镇（In Town）
- 海滨（On The Beach）
- 滑雪场（Ski Slopes）
- 露营地（Camp Site）
- 火车站（Railway Station）
- 机场（Airport）
- 体育场（Sports Stadium）
- 博物馆（Museum）
- 海上（At Sea）
- 野生动物园（Safari Park）
- 百货公司（Department Store）
- 露天游乐场（Fairground）

### 威利现在在哪里？（Where's Wally Now?）
威利漫步历史，并把他的书丢在了不同的地方。他旅行的地方有：
- 石器时代（The Stone Age）
- 金字塔之谜（The Riddle Of The Pyramids）
- 古罗马的娱乐与竞技（Fun And Games In Ancient Rome）
- 与维京人同行（On Tour With The Vikings）
- 十字军的结束（The End Of The Crusades）
- 一个周六早晨的往事（Once Upon A Saturday Morning）
- 巴黎港的一个舞會（Having A Ball In Gay Paree）
- 淘金热（The Gold Rush）
- 未来（The Future）

### 威利在哪里？3:梦幻之旅（Where's Wally? 3: The Fantastic Journey）
威利在他的梦幻之旅中到了很多稀奇古怪的地方，并寻找白胡子精灵的羊皮卷。他到了：
- 贪吃鬼（The Gobbling Gluttons）
- 战斗的修士（The Battling Monks）
- 飞毯（The Carpet Flyers）
- 伟大的球赛运动员（The Great Ball-Game Players）
- 凶猛的红矮人（The Ferocious Red Dwarves）
- 讨厌的家伙（The Nasty Nasties）
- 战斗中的森林管理者（The Fighting Foresters）
- 深海潜水员（The Deep-Sea Divers）
- 魔旗骑士（The Knights Of The Magic Flag）
- 不友善的巨人（The Unfriendly Giants）
- 地下猎人（The Underground Hunters）
- 威利们的土地（The Land Of Wallies）

### 威利在哪里？奇迹书（Where's Wally? The Wonder Book）
和"梦幻之旅"类似，威利到了一些稀奇古怪的地方旅行：
- 一页往事（Once Upon A Page）
- 强大水果之战（The Mighty Fruit Fight）
- 游戏的游戏（The Game Of Games）
- 玩具！玩具！玩具！（Toys! Toys! Toys!）
- 亮光与冷夜（Bright Lights And Night Frights）
- 蛋糕工厂（The Cake Factory）
- 帮派战争（The Battles Of The Bands）
- 欧得劳困境（The Odlaw Swamp）
- 小丑镇（Clown Town）
- 梦幻花园（The Fantastic Flower Garden）
- 时间走廊（The Corridors Of Time）
- 伍夫的土地（The Land Of Woofs）

## 电视剧
1991年，DiC和哥伦比亚广播公司制作了一个13集的动画片并由Townsend Coleman为威利配音。这个电视剧最初为美洲市场制作并在后来翻译成其它语言，并根据相应国家的情况对角色重新命名。聪明的沃里（"Where's Waldo?"）的发行权以及国际配音的权利目前都归HIT Entertainment所有。1995被引进到中国的电视节目“小神龙俱乐部”中。

## 争议
根据美国图书馆协会资料，“沃尔多在哪里？”（Where's Waldo）在美国前100本被禁止的书籍中排名第88名。最主要的原因是，在一张沙滩场景的图片 可以看到一位女日光浴者暴露的乳房。